# Coccophagus semiatratus
Coccophagus semiatratus is een vliesvleugelig insect uit de familie Aphelinidae. De wetenschappelijke naam is voor het eerst geldig gepubliceerd in 1947 door De Santis.